# Charlotte Ritchie
Charlotte Anne Ritchie (Clapham, Londres, 29 de agosto de 1989) es una actriz y cantante británica. Es más conocida por sus papeles de Alison en Ghosts, Oregon en la comedia Fresh Meat de Channel 4, Hannah en Siblings, Alison en Dead Pixels, Barbara Gilbert en el drama de la BBC Call the Midwife, George en Feel Good y Kate Galvin en You. Fue miembro del grupo crossover clásico All Angels.

## Primeros años
Charlotte Anne Ritchie nació en Clapham, Londres, el 29 de agosto de 1989. Fue educada en James Allen's Girls' School en Dulwich y se unió a Youth Music Theatre UK y su producción de Red Hunter en 2005. Obtuvo una licenciatura en inglés y teatro en la Universidad de Bristol mientras filmaba Fresh Meat.

## Carrera
En 2004, Ritchie interpretó un papel principal en un cortometraje titulado The Open Doors con Michael Sheen . Apareció como extra no acreditada en la película de 2005, Harry Potter y el cáliz de fuego. También apareció en The Pierglass en el Young Pleasance Theatre en agosto de 2006 en el Festival Fringe de Edimburgo.
Ritchie actuó con All Angels en un episodio de Emmerdale . También interpretó a Emily Owen, una vecina en Life of Riley de la BBC.
En 2015, Ritchie se unió al elenco del popular drama de época Call The Midwife, donde interpretó a la enfermera Barbara Gilbert (Hereward) hasta marzo de 2018, cuando decidió dejar el programa.
En 2016, apareció en la producción británica de Private Lives de Noël Coward, interpretando el papel de Sibyl Chase.
Desde 2019 hasta 2023, interpretó a Alison en Ghosts, una comedia de situación de la BBC sobre una pareja joven que hereda una propiedad embrujada, y también ha interpretado a Alison en Dead Pixels. Además, interpretó a George en la serie Feel Good de Channel 4, coprotagonizada por Mae Martin. La serie se estrenó en Netflix en 2020.
Ritchie participó en la serie 11 de Taskmaster, que se transmitió en Channel 4 de marzo a mayo de 2021.
En 2022, Ritchie se unió al elenco como una serie regular en la temporada 4 de You.
En 2023, Ritchie apareció brevemente en la película Wonka donde interpretó el personaje de Barbara. 

## Filmografía

### Películas
| Año  | Título                           | Role                      | notas                   |
| ---- | -------------------------------- | ------------------------- | ----------------------- |
| 2004 | The Open Doors                   | Vera                      |                         |
| 2005 | Harry Potter y el cáliz de fuego | Alumna                    | adicional sin acreditar |
| 2013 | Benny y Jolene                   |                           |                         |
| 2014 | The Portrait                     | Eva Burrell               | Cortometraje            |
| 2016 | Time Traveller's Support Group   | Lina                      | Cortometraje            |
| 2018 | Careful How You Go               |                           | Cortometraje            |
| 2018 | Man of the Hour                  | Gema                      | Cortometraje            |
| 2018 | MatchBox                         | Imogen                    | Cortometraje            |
| 2019 | Capital                          | Charlotte Quince-Wheatley | Cortometraje            |
| 2021 | REPEAT                           | Emily Moore               |                         |
| 2023 | Wonka                            | Barbara                   |                         |

### Televisión
| Año       | Título                                      | Role                           | notas                                               |
| --------- | ------------------------------------------- | ------------------------------ | --------------------------------------------------- |
| 2009      | Life of Riley                               | Emily Owen                     |                                                     |
| 2011-2016 | Fresh Meat                                  | Melissa "Oregon" Shawcross     | Rol principal; 30 episodios                         |
| 2012      | Doctors                                     | Becky Foley                    | 2 episodios                                         |
| 2014      | Esta cosa llamada amor                      | Alice Barber                   |                                                     |
| 2014-2016 | Hermanos                                    | Ana                            | Reparto principal                                   |
| 2015-2018 | Llama a la partera                          | Enfermera Barbara Gilbert      | Papel principal: serie 4-7                          |
| 2016      | Drunk History UK                            | Ella misma (narrador borracho) | 1 episodio T2 E5                                    |
| 2016      | Raised by Wolves                            | Ruby                           | 3 episodios                                         |
| 2016      | Eddie Izzard: Marathon Man for Sport Relief | Narradora                      |                                                     |
| 2019      | Doctor Who                                  | Lin                            | 1 episodio: "Resolución"                            |
| 2019      | Crimen en el paraíso                        | Iris Shepard                   | 1 episodio                                          |
| 2019      | Stath Lets Flats                            | Harriet                        | 1 episodio                                          |
| 2019-2023 | Ghosts                                      | Alison Cooper                  | Rol principal; 34 episodios                         |
| 2019-2021 | Dead Pixels                                 | Alison                         | Rol principal; 12 episodios                         |
| 2020      | McDonald &amp; Dodds                        | Sargento Irene Ross            | 1 episodio                                          |
| 2020      | The Other One                               | Kitty                          | 1 episodio                                          |
| 2020-2021 | Feel Good                                   | Georgie                        | Rol principal; 12 episodios                         |
| 2021      | Taskmaster                                  | Concursante                    | Temporada 11                                        |
| 2022-2024 | Grantchester                                | Bonnie Evans                   | Rol principal; serie de TV (temporadas 7-9)         |
| 2023-2025 | You                                         | Kate Galvin                    | Rol principal; serie de TV Netflix (temporadas 4-5) |
| 2023      | Partygate                                   | Helen MacNamara                | Docudrama de televisión                             |

### Videojuegos
| Año       | Título             | Role               | notas         |
| --------- | ------------------ | ------------------ | ------------- |
| 2014-2016 | Dreamfall Chapters | Zoë Castillo (voz) | Rol principal |
| 2021      | Bravely Default II | Gloria (voz)       |               |